# Taiheiyo Cement
Das Unternehmen Taiheiyo Cement Corporation (jap. 太平洋セメント株式会社, Taiheiyō Semento Kabushiki kaisha), gelistet im Nikkei 225, ist der größte Zementhersteller in Japan.
Durch die Fusion der Unternehmen Chichibu Onoda (seinerseits ein fusioniertes Unternehmen aus Chichibu Cement und Onoda Cement) und Nihon Cement (vorher Asano Cement) entstand 1998 die Taiheiyo Cement.